# The Real Thing (album Midnight Oil)
The Real Thing – drugi album koncertowy australijskiej grupy rockowej Midnight Oil. Album został wydany w 2000 roku.

## Lista utworów
1. The Real Thing (J. Young)
2. Say Your Prayers (Moginie)
3. Spirit of the Age (Moginie/Garrett)
4. Feeding Frenzy (Moginie/Garrett) – The Metro Theatre, Sydney (October 1994)
5. Tell Me the Truth (Moginie/Garrett) – The Metro Theatre, Sydney (October 1994)
6. The Dead Heart (Hirst/Moginie/Garrett) – The Metro Theatre, Sydney (October 1994)
7. Tin-legs and Tin Mines (Rotsey/Moginie/Garrett/Gifford) – The Metro Theatre, Sydney (October 1994)
8. Short Memory (Garrett/Hirst/Moginie) – The Metro Theatre, Sydney (October 1994)
9. In the Valley (Moginie/Garrett/Hirst) – Sony Studios NYC (April 1993) for MTV Unplugged
10. Blue Sky Mine (Rotsey/Hirst/Moginie/Garrett/Hillman) – The Metro Theatre, Sydney (October 1994)
11. US Forces (Moginie/Garrett) – The Metro Theatre, Sydney (October 1994)
12. Warakurna (Moginie) – Sony Studios NYC (April 1993) for MTV Unplugged
13. Truganini (Hirst/Moginie) – Sony Studios NYC (April 1993) for MTV Unplugged
14. The Last of the Diggers (Hirst)

## Twórcy
- Peter Garrett - wokal
- Rob Hirst - perkusja, wokal
- Jim Moginie - gitara, keyboard, wokal
- Bones Hillman - bas, wokal
- Martin Rotsey - gitara, wokal